# 小黑粉菌
小黑粉菌（学名：Ustilago minima）是属于黑粉菌目黑粉菌科黑粉菌属的一种真菌，寄生在禾本科植物上。该种分布于中国、哈萨克斯坦、吉尔吉斯斯坦、俄罗斯、乌克兰、匈牙利、德国、美国、巴西、乌拉圭等地。